# 拿騷的路易絲·朱麗安娜
拿騷的路易絲·朱麗安娜（荷蘭語：Louise Juliana van Nassau，1576年3月31日—1644年3月15日），普法爾茨選侯夫人，荷蘭國父沉默者威廉的女兒。

## 家庭
1593年，路易絲·朱麗安娜與普法爾茨選侯腓特烈四世結婚，兩人共有3子4女：
1. 路易絲·朱麗安妮（1594年—1640年），普法爾茨-茨魏布呂肯伯爵夫人
2. 卡塔里娜·索菲（1595年—1626年）
3. 腓特烈五世（1596年—1632年），普法爾茨選侯
4. 伊莉莎白·夏洛特（1597年—1660年），布蘭登堡選侯夫人
5. 安娜·艾蕾諾爾（1599年—1600年），夭折
6. 莫里斯·克里斯蒂安（1601年—1605年），夭折
7. 路德維希·菲利普（英语：Louis Philip, Count Palatine of Simmern-Kaiserslautern）（1602年—1655年），普法爾茨-錫門伯爵